# Sitio arqueológico del Parque Pionirski

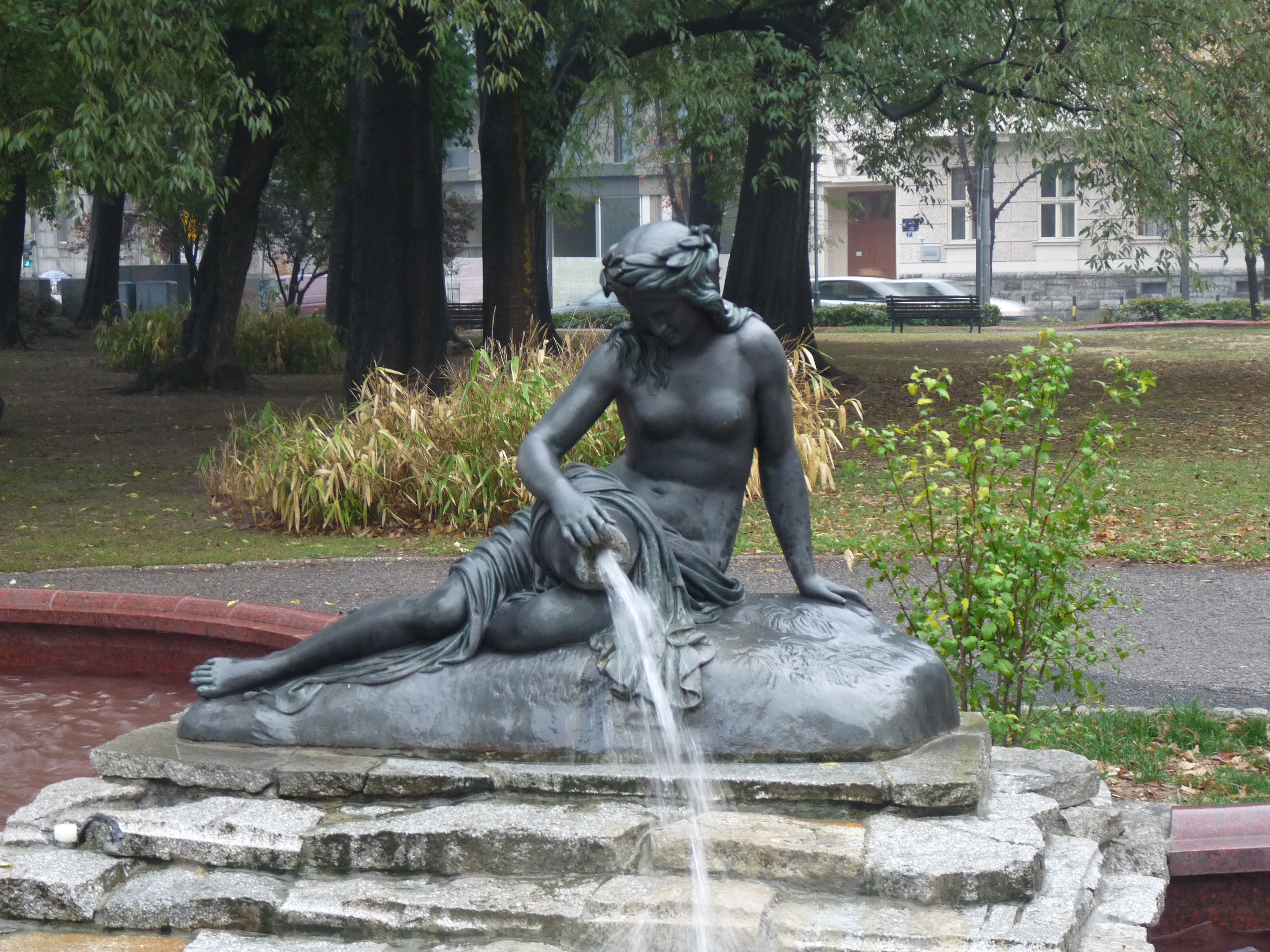

Pionirski park es uno de los sitios arqueológicos más importantes en Serbia. Hace ya más de cien años desde el comienzo de la investigación conservadora y sistemática de la antigua Singidunum. Desafortunadamente, a principios del siglo XXI, los conocimientos sobre esta ciudad todavía son superficiales comparándolos con lo que sabemos sobre la historia de otras ciudades antiguas que se han ido investigando durante mucho tiempo. Uno de los motivos es el hecho de que por encima de la antigua Singidunum se haya levantado el Belgrado moderno, a causa de cuya construcción se han destruido los anteriores estratos culturales.

## El sitio arqueológico
La  antigua Singidunum, que consistía de un castro, poblado civil y necrópolis, ha sido declarado el yacimiento arqueológico – el bien cultural por la Decisión del Instituto de protección del patrimonio cultural de Belgrado n.º. 176/8 del 30 de junio de 1964. Esta ciudad representó un centro urbano importante de Moesia Superior en el siglo I d. C. Situada en la vía entre dos ciudades grandes, Sirmium y Viminacium, Singidunum se desarrolló como un vínculo importante entre las dos. La específica situación estratégica había sido un requisito previo para la creación de una estructura urbanística de la ciudad, constituida por un castro legionario, necrópolis y actividades artesanas.
La fortificación de piedra, de forma trapezoide, de dimensión aproximada de 560m x 330 m, situada en un cerro sobre la confluencia de los ríos Sava y Danubio, era el centro de la legión IIII FLAVIAE.  La trinchera defensiva en el área de la calle Knez Mihailova formaba parte de la fortificación de tierra y empalizada del primitivo castro, que se supone tenía una superficie de 200m x 400m.
Con el tiempo, el poblado se extendía y estrechaba pero durante el apogeo de su desarrollo se extendió por el territorio que abarca la zona de la calle actual de Kosančićev venac, atravesando las calles Kralja Petra, Uzun-Mirkova, Studentski trg y alrededor de la Facultad de Filosofía, en dirección norte y noreste.
Las antiguas necrópolis también han sido descubiertas en el territorio actual de Belgrado. Eran tres: una pequeña, que se extendía en la zona de la actual calle Pop-Lukina, Brankov most y Zeleni venac, la segunda, denominada noreste, abarcaba el territorio desde la calle Tadeuša Košćuška y la Cuesta del Danubio hasta Trg Republike. La necrópolis sureste se extendía desde Trg Republike por la calle Dečanska, a lo largo de Bulevar kralja Aleksandra hasta las Facultades Politécnicas y el monumento de Vuk Karadžić, donde se han encontrado lamayoría de las tumbas.

## Investigaciones arqueológicas protectoras
Durante la construcción del aparcamiento subterráneo en Pionirski park, en 2003, se realizaron las investigaciones arqueológicas protectoras y en esa ocasión fueron descubiertas e investigadas 15 tumbas romanas, 4 tumbas libremente enterradas sin posibilidad de datar y un sarcófago de piedra.
Con este hallazgo se ha confirmado que el yacimiento “Pionirski park” es parte de la necrópolis sureste de la antigua Singidunum, en la que se enterraban los difuntos durante los siglos III y IV d. C. Están representados varios tipos de construcciones de sepulcros:
- sepulcros construidos de ladrillos posicionados horizontalmente
- sepulcros construidos de ladrillos posicionados de costado
- hoyos de sepultura sin obras de albañilería, a cuyos lados se han observado los restos de clavos de hierro, lo que indica el uso de una construcción de madera para el enterramiento de difuntos

Todas las construcciones de sepulcros fueron hechas de ladrillos romanos, de 0,40m x 0,27m x 0,04m, fijados con argamasa de cal, mientras el interior está cubierto con  argamasa impermeabilizante. Algunos sepulcros fueron decorados con pata de conejo o con una incisión en forma de “S”, muchas tienen el sello LEG IIII FF, lo que comprueba que los ladrillos habían sido fabricados en el taller local de la cuarta legión de Flavio, situada en Singidunum.
La mayoría de los sepulcros fueron expoliados, probablemente durante la invasión de las tribus bárbaras. Solo un sepulcro (una niña de más o menos 14 años) no fue robado y en él se basó la posterior presentación de los hallazgos arqueológicos. En este sepulcro, junto con los restos del esqueleto, han sido descubiertos objetos sepulcrales, colocados durante el entierro: un botijo glaseado, 2 anillas de bronce, una anilla de oro con hebilla de cierre.
Entre los demás hallazgos arqueológicos movibles del yacimiento “Pionirski park” hay que mencionar: una cuenta de vidrio descubierta en el sarcófago, una moneda de bronce con la efigie de Constantino II como César (324- 337) en el anverso y dos soldados con dos estandartes en el reverso, así como una balsamera de color azul verdoso.

## Presentación del material arqueológico movible
Durante el año 2010, el Instituto de protección del patrimonio cultural de Belgrado tomó la iniciativa para señalar el área en que han sido descubiertos los hallazgos  y restos arqueológicos proponiendo una exposición permanente de las copias de los descubrimientos dentro del aparcamiento subterráneo. Esta idea fue realizada el 17 de marzo de 2011, cuando a la entrada del garaje, delante de las ventanillas de pago, se colocó la vitrina con las copias del material arqueológico movible, no solo del yacimiento “Pionirski park” sino también de otros que pertenecen a la necrópolis sureste de la antigua Singidunum.
Esta exposición es permanente y en mayo de 2011 fueron añadidos algunos originales – los materiales arqueológicos movibles descubiertos en el
yacimiento “Pionirski park”. Ahora, en la vitrina se encuentran: copias de los botijos, algunos cuencos y candiles, así como originales: ladrillos antiguos, que pertenecen al estrato cultural más viejo de este yacimiento y varios ejemplares de La mayoría de los sepulcros fueron expoliados, probablemente durante  pipas “turcas”, que pertenecen al horizonte cultural más joven de “Pionirski par“.
Esta es la primera exposición permanente del material arqueológico en el lugar de su descubrimiento, con lo que ha sido realizada la última tarea de los arqueólogos-conservadores – presentar al público los resultados de sus investigaciones y exponer, ante los belgradenses pero también ante numerosos visitantes, un pequeño segmento de la rica historia de nuestra ciudad.

## Galería

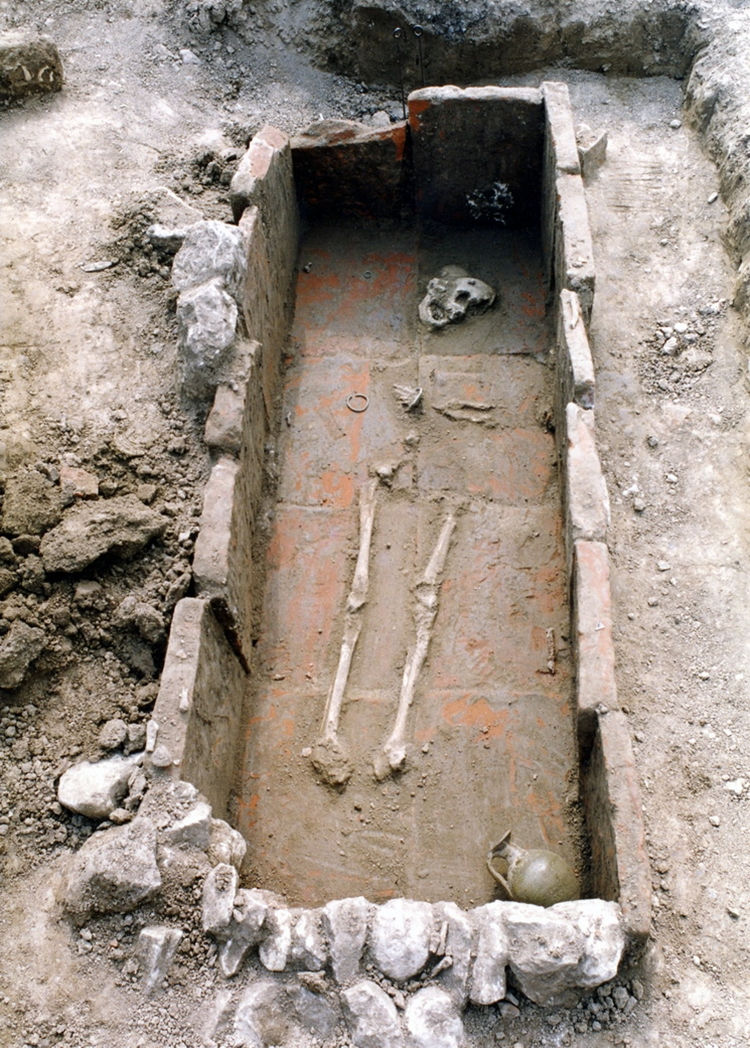
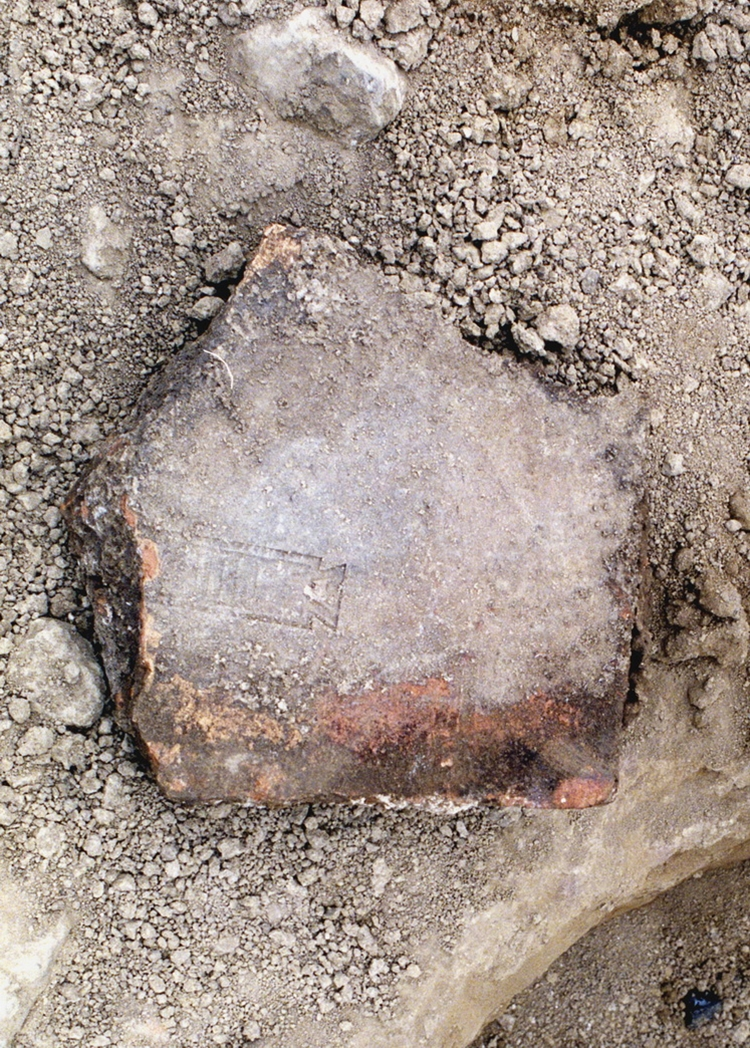
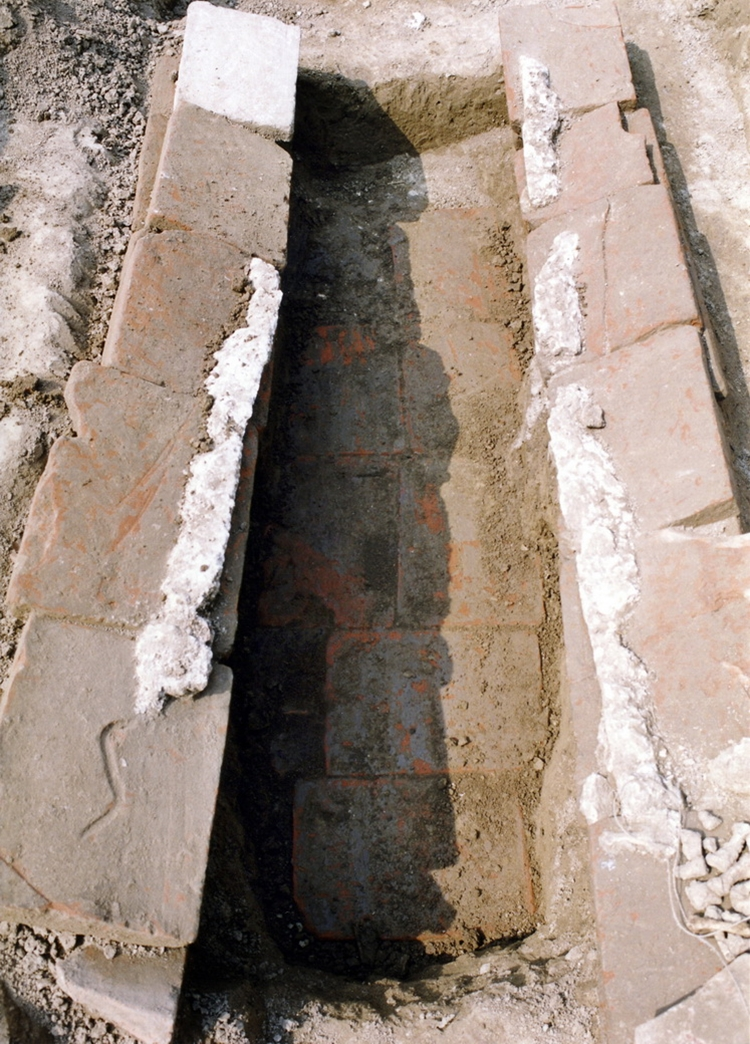
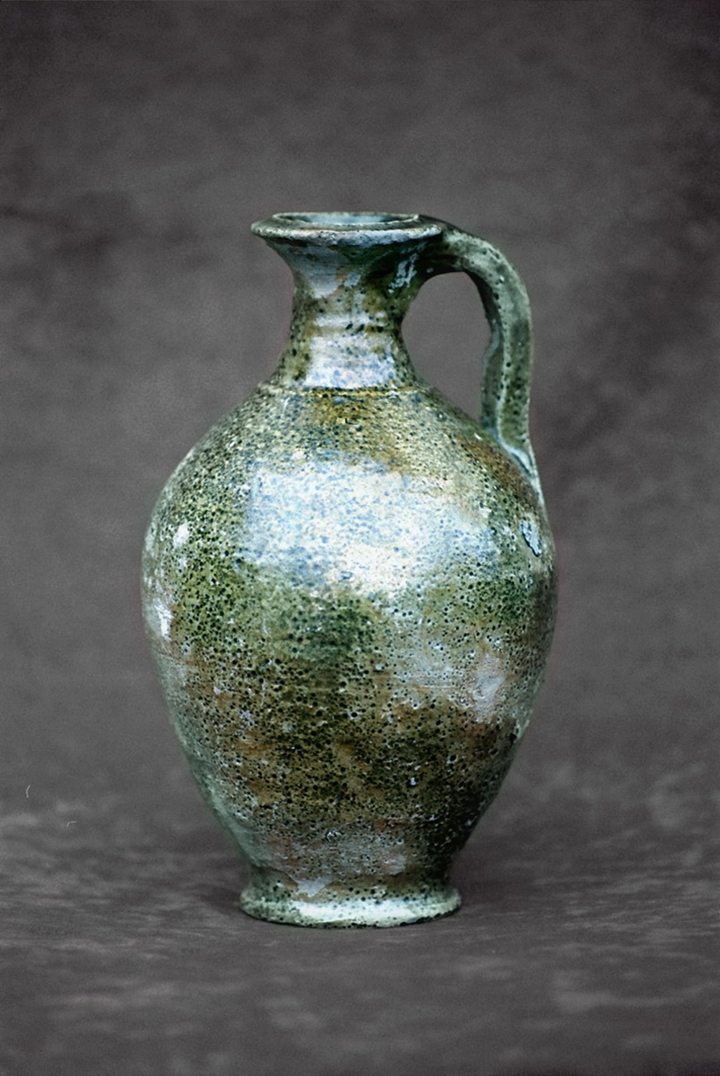
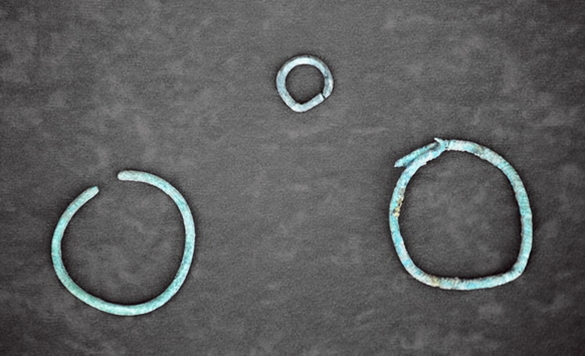
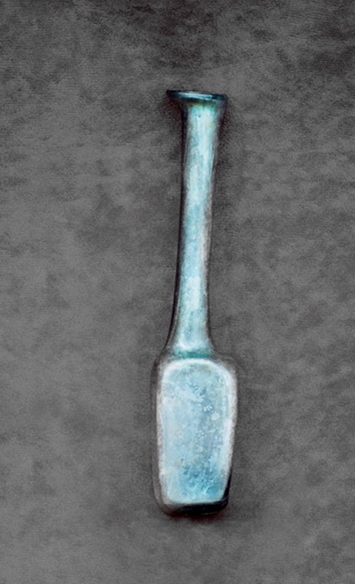
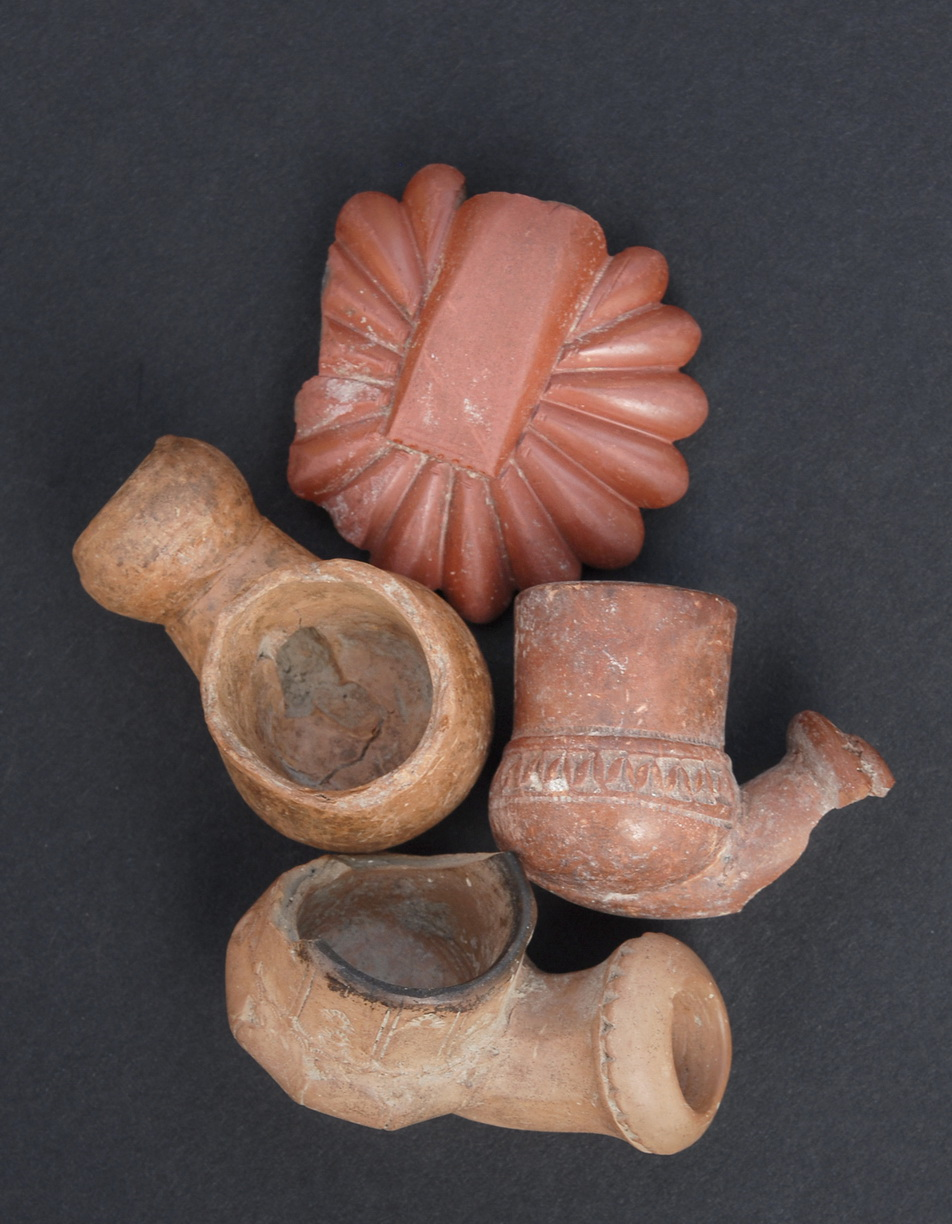
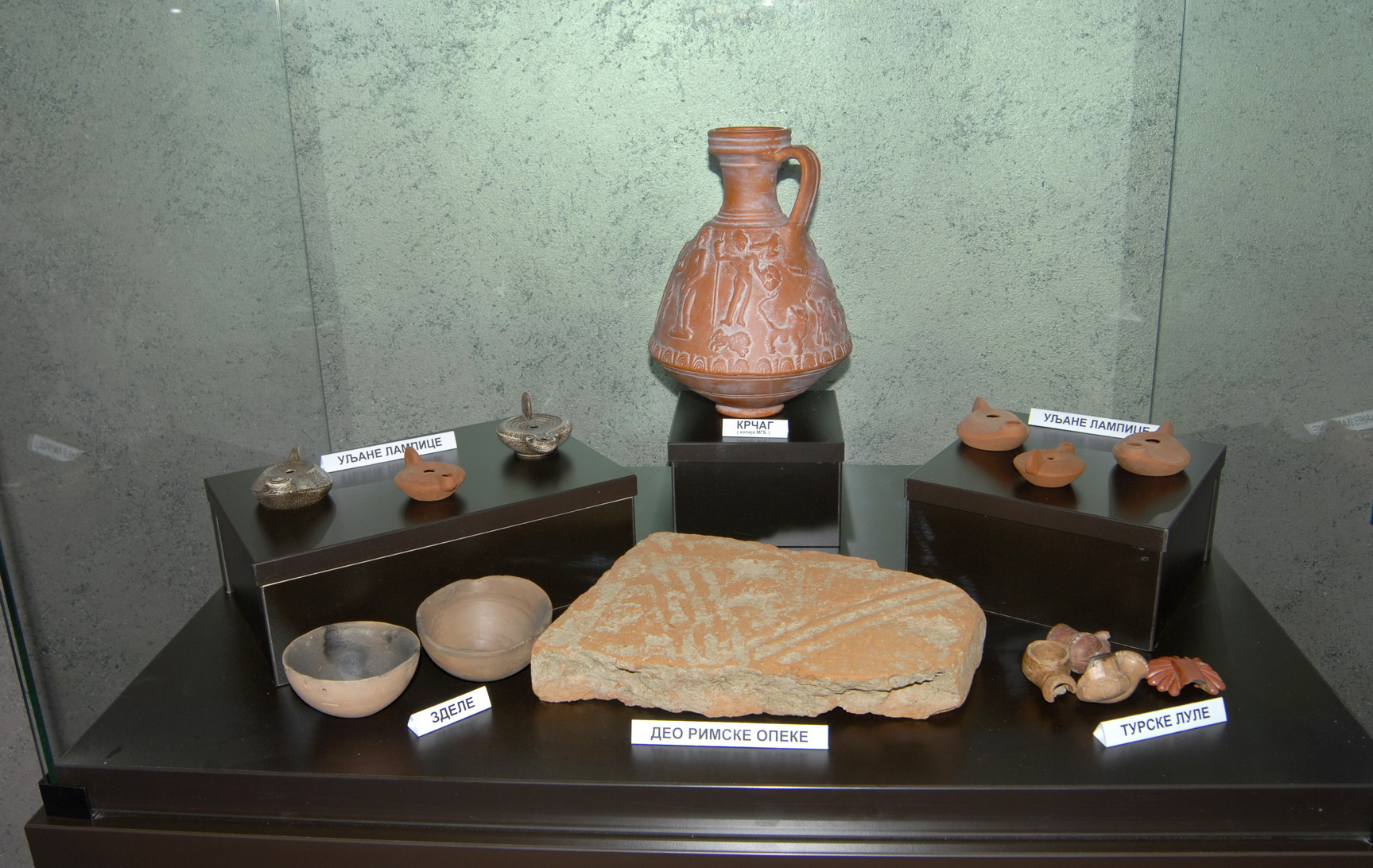
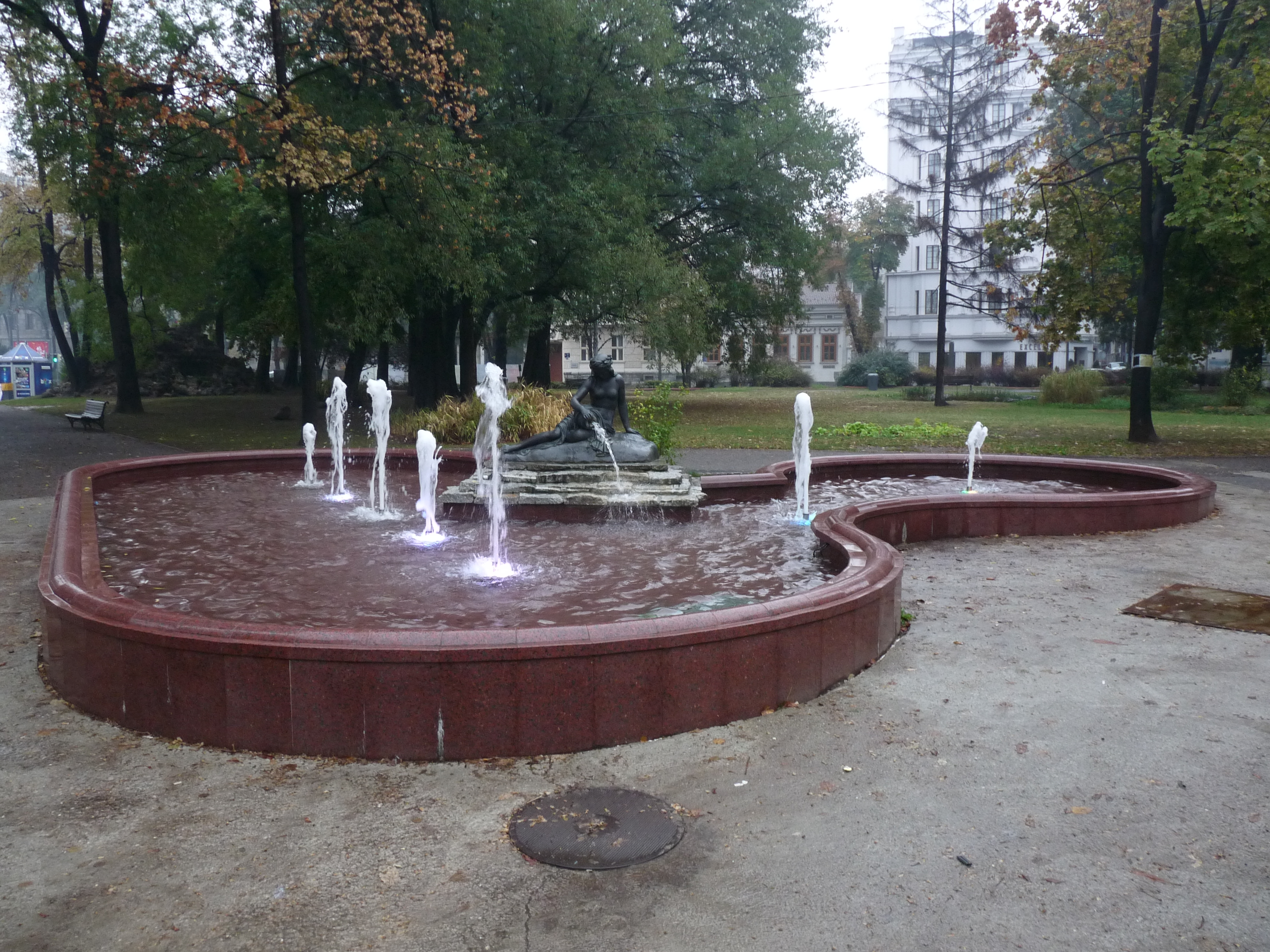
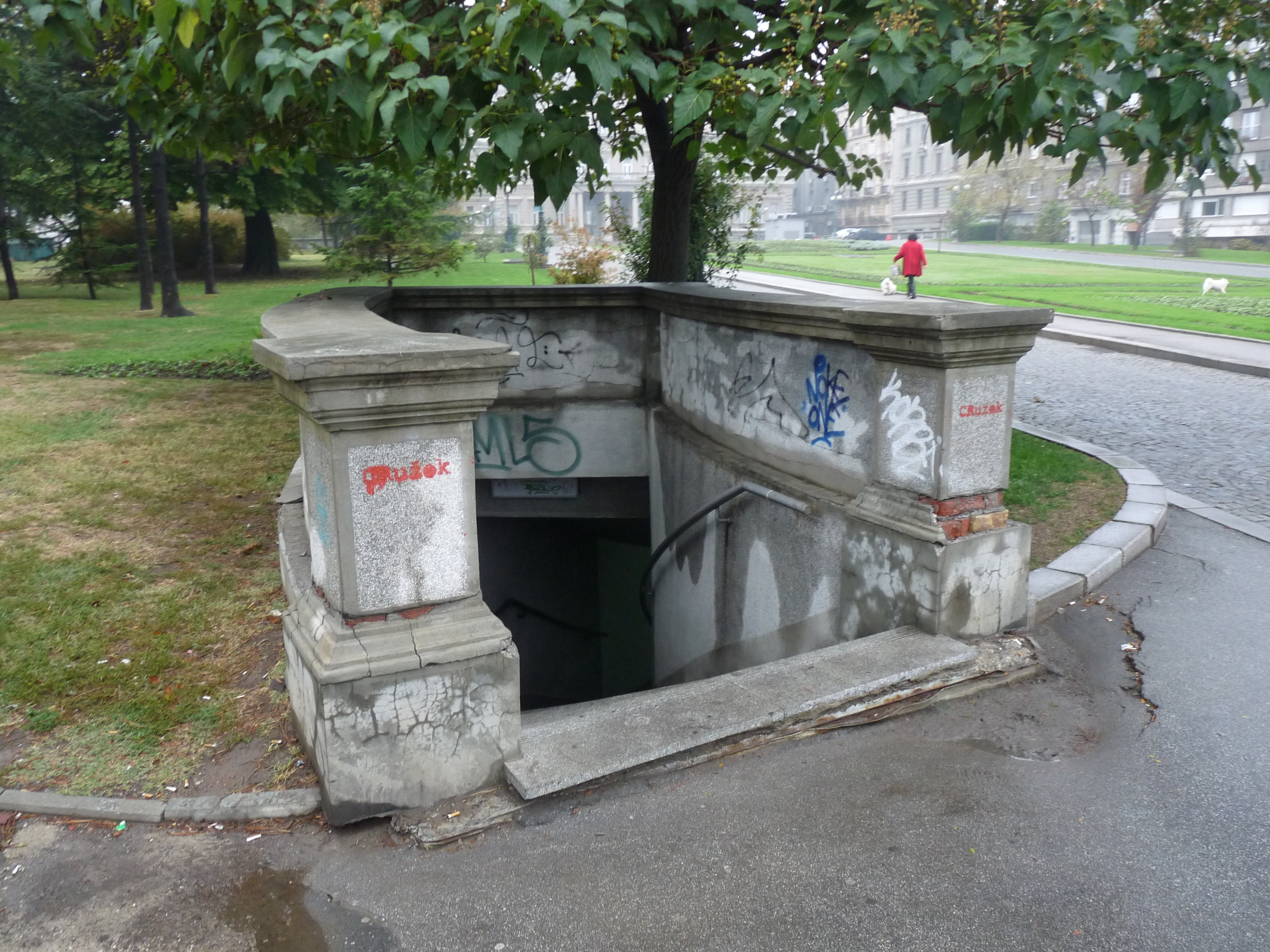
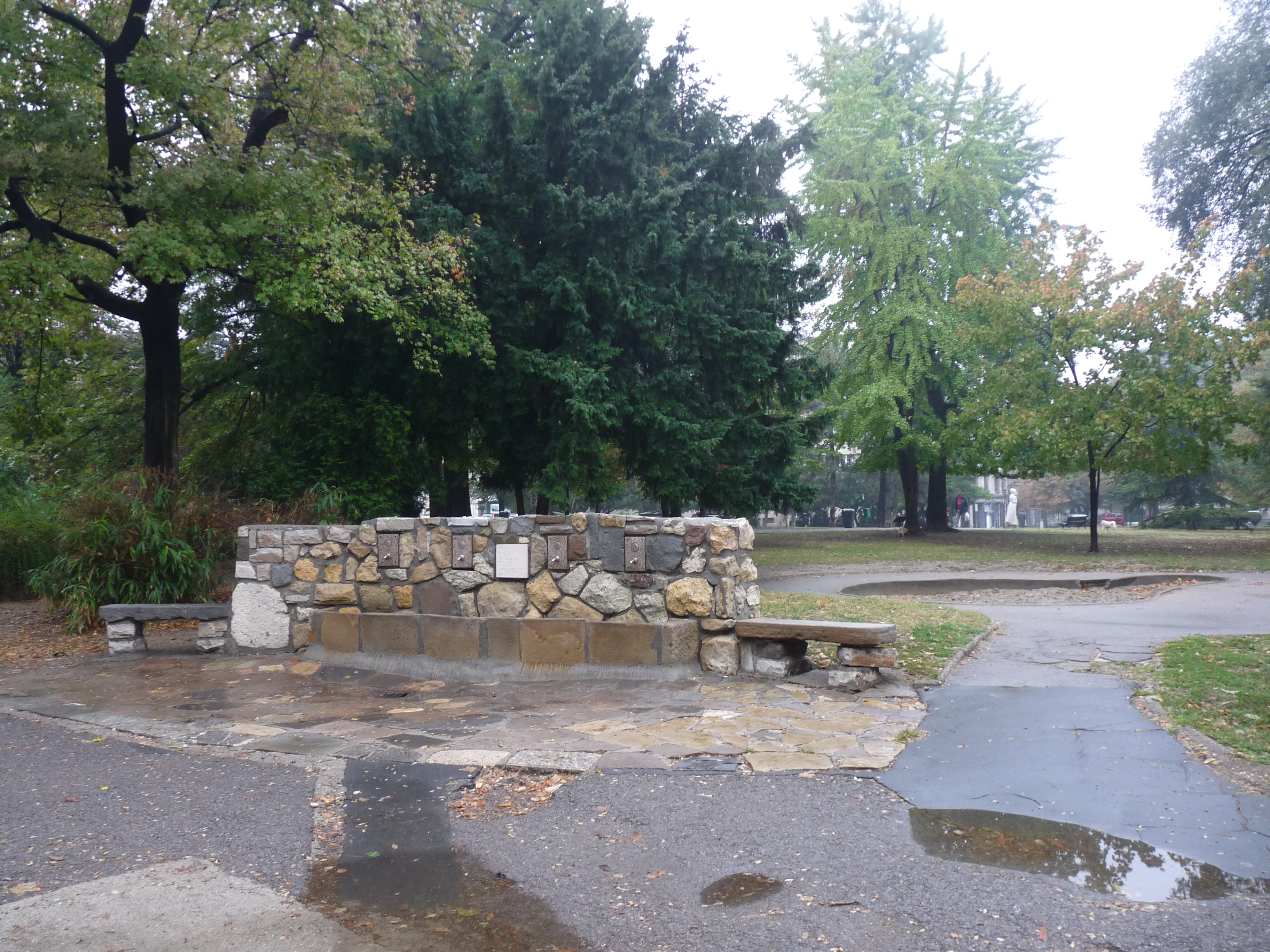